# Paul-Marie Coûteaux
Paul-Marie Coûteaux este un om politic francez, membru al Parlamentului European în perioada 1999-2004 și 2004-2009 din partea Franței. 
1. ↑  „Paul-Marie Coûteaux”, Gemeinsame Normdatei, accesat în 6 mai 2014
2. ↑  „Paul-Marie Coûteaux”, Gemeinsame Normdatei, accesat în 20 decembrie 2014
3. ↑  Autoritatea BnF, accesat în 10 octombrie 2015
4. ↑  Deputații în Parlamentul European